# Sint-Pieterskerk (Lille)

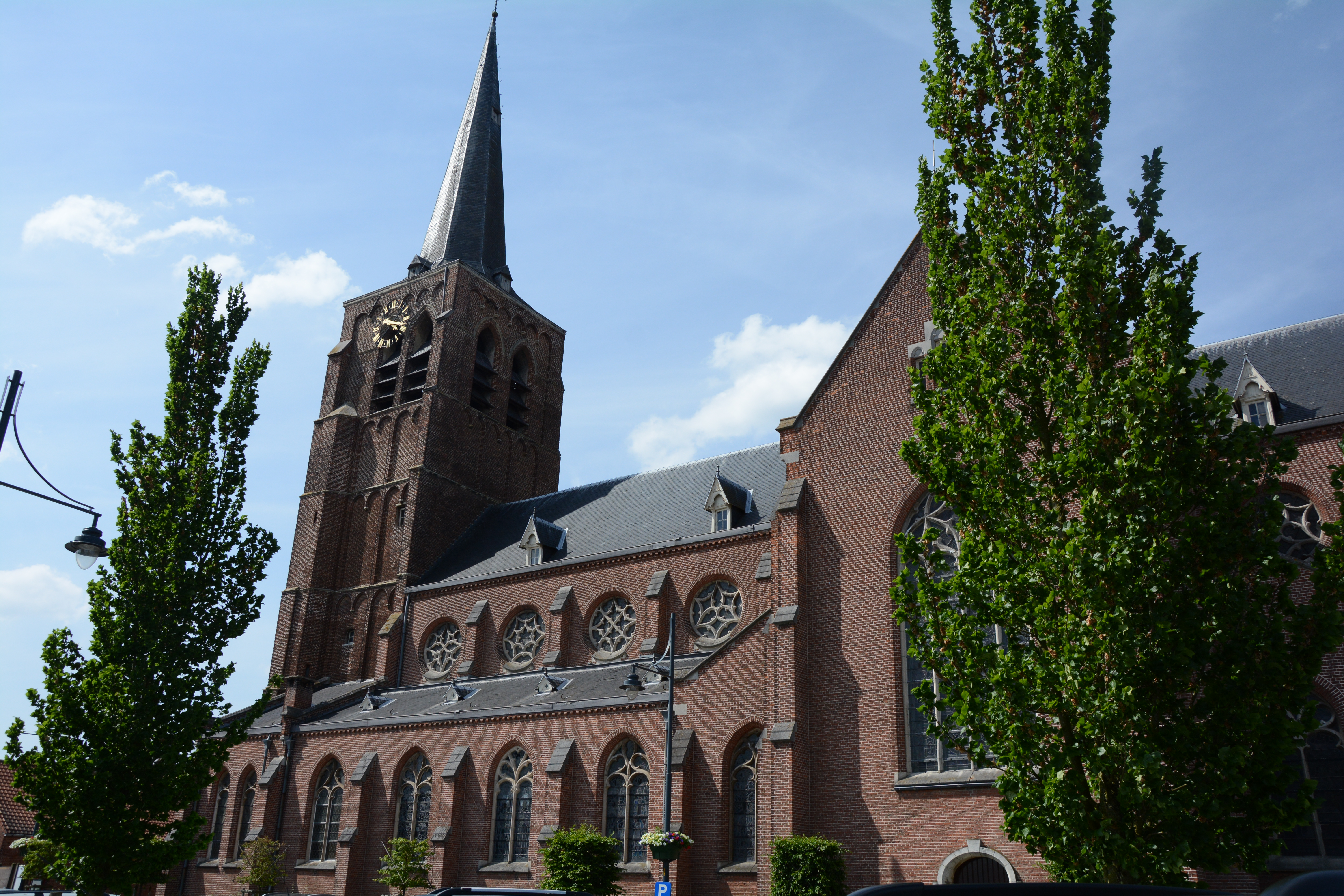
Sint-Pieterskerk

De Sint-Pieterskerk is de parochiekerk van het Antwerpse dorp Lille, gelegen aan Kerkstraat 1.

## Geschiedenis
Er was al een kapel in Lille, die afhankelijk was van de parochie van Vorselaar en in 1123 werd hij afhankelijk van het kapittel van Kamerijk. In 1557 werd Lille een zelfstandige parochie.
In 1584 werd de kerk door brand vernield maar de gotische toren van omstreeks 1500 bleef behouden. In 1590-1598 werd de kerk gedeeltelijk hersteld maar pas in 1632 was de kerk weer volledig herbouwd.
In 1844 werd een transept gebouwd naar ontwerp van F. Berckmans. In 1848-1850 werd een doopkapel aangebouwd. In 1912-1914 werd de kerk gesloopt met behoud van de toren. Een nieuwe kerk werd gebouwd naar ontwerp van Ernest Dieltiens en in 1916 kwam deze kerk gereed.

## Gebouw
Het betreft een driebeukige georiënteerde bakstenen kruisbasiliek met voorgebouwde westtoren. Het koor is driezijdig afgesloten.
De westtoren heeft zes geledingen en een ingesnoerde naaldspits. De toren wordt geflankeerd door een veelhoekig traptorentje.

## Interieur
Het schip wordt overkluisd door een kruisribgewelf.
Er zijn vele 17e-eeuwse schilderijen waaronder een Marteldood van Sint-Petrus door Theodoor Boeyermans (1663). Ook zijn er diverse 16e- en 17e-eeuwse beelden en een Sint-Catharina uit de 2e helft van de 15e eeuw. Uit de 18e eeuw zijn een tweetal reliëfs.
Het hoofdaltaar is van 1776 en de zijaltaren zijn uit de 2e helft van de 17e eeuw. Het rechter koorgestoelte is van 1673, het linker gedeelte is een 19e-eeuwse kopie. Het orgel is van 1761 en werd vervaardigd door Louis II de la Haye.
Het doopvont is 18e-eeuws.